# دوارتي كاردوسو بينتو
دوارتي كاردوسو بينتو (بالبرتغالية: Duarte Cardoso Pinto‏) هو لاعب اتحاد الرغبي برتغالي، ولد في 17 مارس 1982 في لشبونة في البرتغال.

## وصلات خارجية
- دوارتي كاردوسو بينتو عل موقع إسبنسكروم (الإنجليزية)
- دوارتي كاردوسو بينتو على موقع ItsRugby.co.uk (الإنجليزية)